# Thrissur (Distrikt)
Der Distrikt Thrissur (Malayalam: തൃശ്ശൂർ ജില്ല, früher Trichur) ist ein Distrikt im südindischen Bundesstaat Kerala. Verwaltungssitz ist die namensgebende Stadt Thrissur.

## Geografie

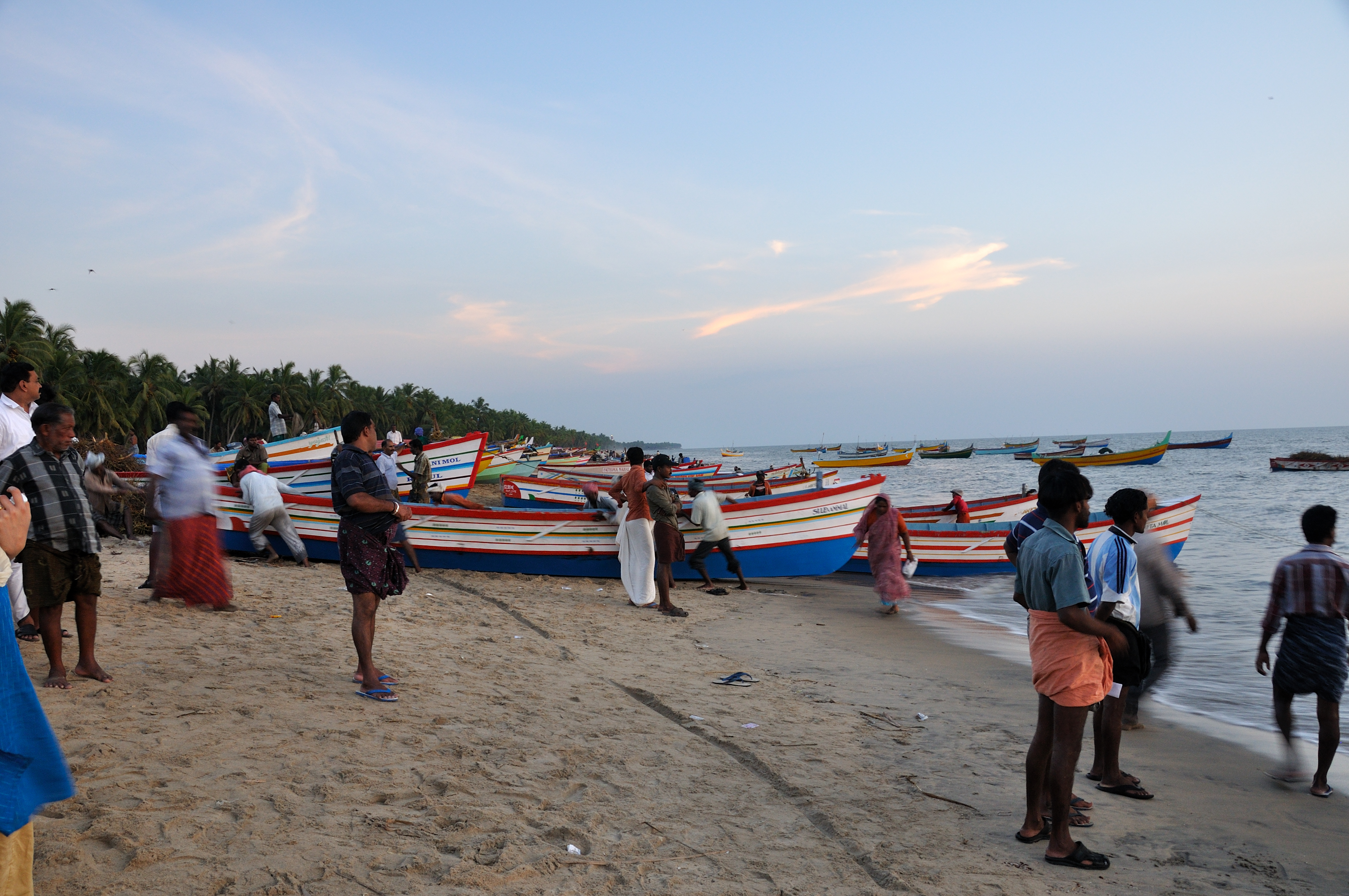
Strand in Chavakkad

Der Distrikt Thrissur liegt an der Malabarküste in Zentralkerala. Er grenzt im Westen an das Arabische Meer, im Norden an den Distrikt Malappuram im Norden, im Nordosten an den Distrikt Palakkad, im Osten an den Nachbarbundesstaat Tamil Nadu (Distrikt Coimbatore), im Südosten an den Distrikt Idukki und im Süden an den Distrikt Ernakulam.
Das Gebiet des Distrikts Thrissur hat eine Fläche von 3.032 Quadratkilometern und erstreckt sich von der Küste im Westen bis hin zu den Bergen der Westghats im Osten. Er ist in die fünf Taluks Chavakkad, Talappilly, Thrissur, Kodungallur und Mukundapuram unterteilt.

## Geschichte
Während der britischen Kolonialzeit gehörte der größte Teil des heutigen Distriktgebiets zum nominell unabhängigen Fürstenstaat Cochin. Der Küstenstreifen des Distrikts war indes Teil des Distrikts Malabar der Provinz Madras von Britisch-Indien. Nach der indischen Unabhängigkeit vereinigte sich Cochin mit dem Fürstenstaat Travancore zur Föderation Travancore-Cochin und vollzog 1949 den Anschluss an die Indische Union. In diesem Zusammenhang wurde auch der Distrikt Trichur als Verwaltungseinheit gebildet. 1956 wurde Trichur zu einem der Distrikte des neugegründeten Bundesstaates Kerala, der entlang der Sprachgrenzen des Malayalam aus Travancore-Cochin und dem Distrikt Malabar entstanden war. Am 1. Januar 1957 gewann Trichur den Taluk Chowghat (Chavakkad) vom aufgelösten Distrikt Malabar und gab dafür den Taluk Chittur an den Distrikt Palghat (Palakkad) ab. Als am 1. April 1958 der neue Distrikt Ernakulam entstand, trat Trichur von seinen damals 10 Taluks fünf an diesen ab (Kanayannur, Cochin, Kunnathunad, Alwaye, Parur). Im Jahr 1990 wurde der Distrikt zusammen mit seiner Hauptstadt in Thrissur umbenannt.

## Bevölkerung

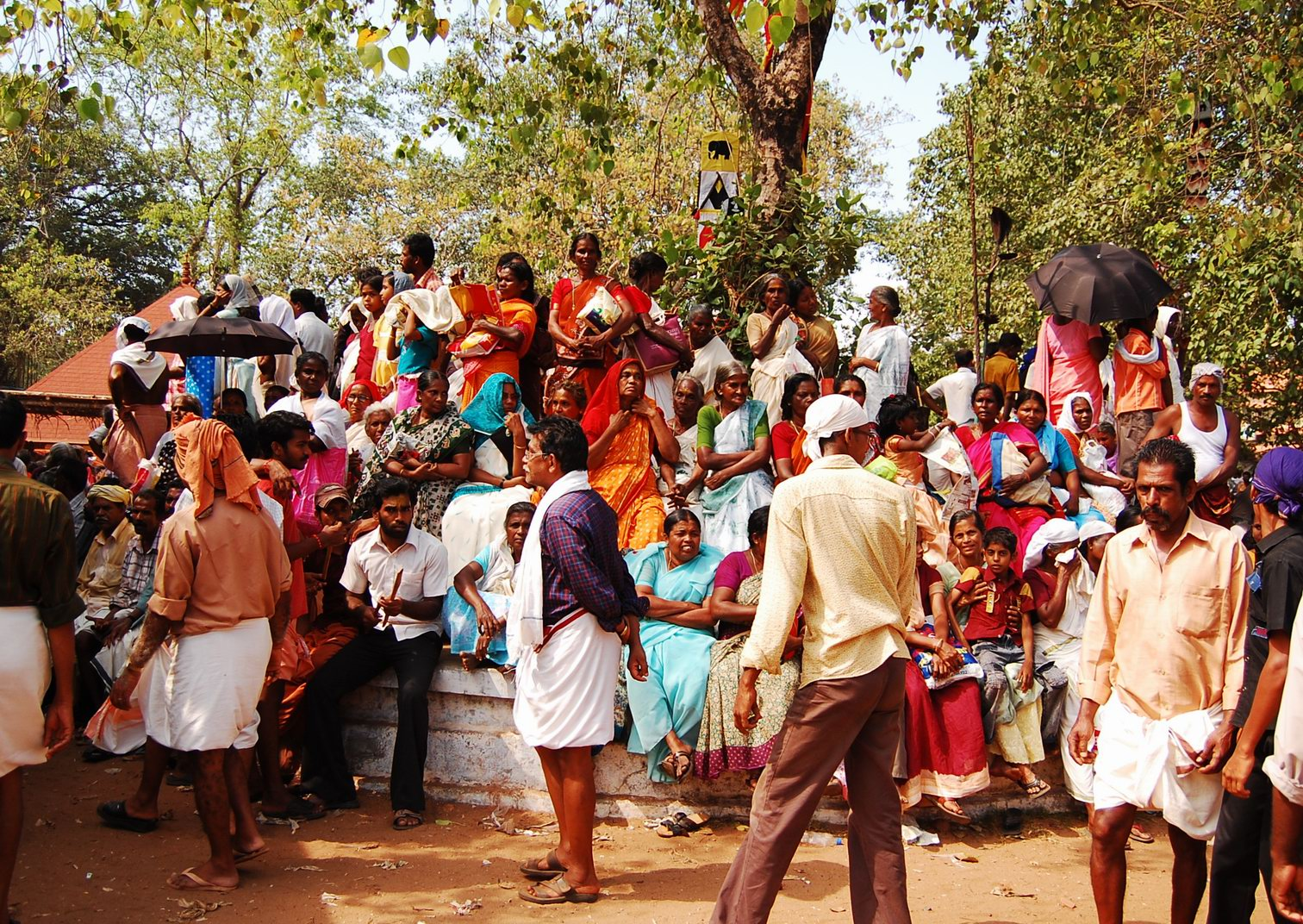
Teilnehmer am Bharani-Fest in Kodungallur

Nach der Volkszählung 2011 hat der Distrikt Thrissur 3.110.327 Einwohner. Zwischen 2001 und 2011 wuchs die Einwohnerzahl um 4,6 Prozent und damit etwa gleich schnell wie im Mittel Keralas (4,9 Prozent). Die Bevölkerungsdichte liegt bei 1.026 Einwohnern pro Quadratkilometer über dem ohnehin schon hohen Durchschnitt Keralas (859 Einwohner pro Quadratkilometer). 67,2 Prozent der Einwohner des Distrikts Thrissur leben in Städten. Der Urbanisierungsgrad gehört damit zu den höchsten Keralas und liegt deutlich über dem Mittelwert des Bundesstaates (47,7 Prozent). Die Alphabetisierungsquote entspricht mit 95,3 Prozent dem Durchschnitt Keralas (95,2 Prozent).
In religiöser Hinsicht ist der Distrikt Thrissur gemischt. Nach der Volkszählung 2001 sind eine Mehrheit von 59,2 Prozent der Bevölkerung Hindus, gleichzeitig gibt es große Minderheiten von Christen (24,2 Prozent) und Muslimen (16,4 Prozent).

## Kultur und Sehenswürdigkeiten

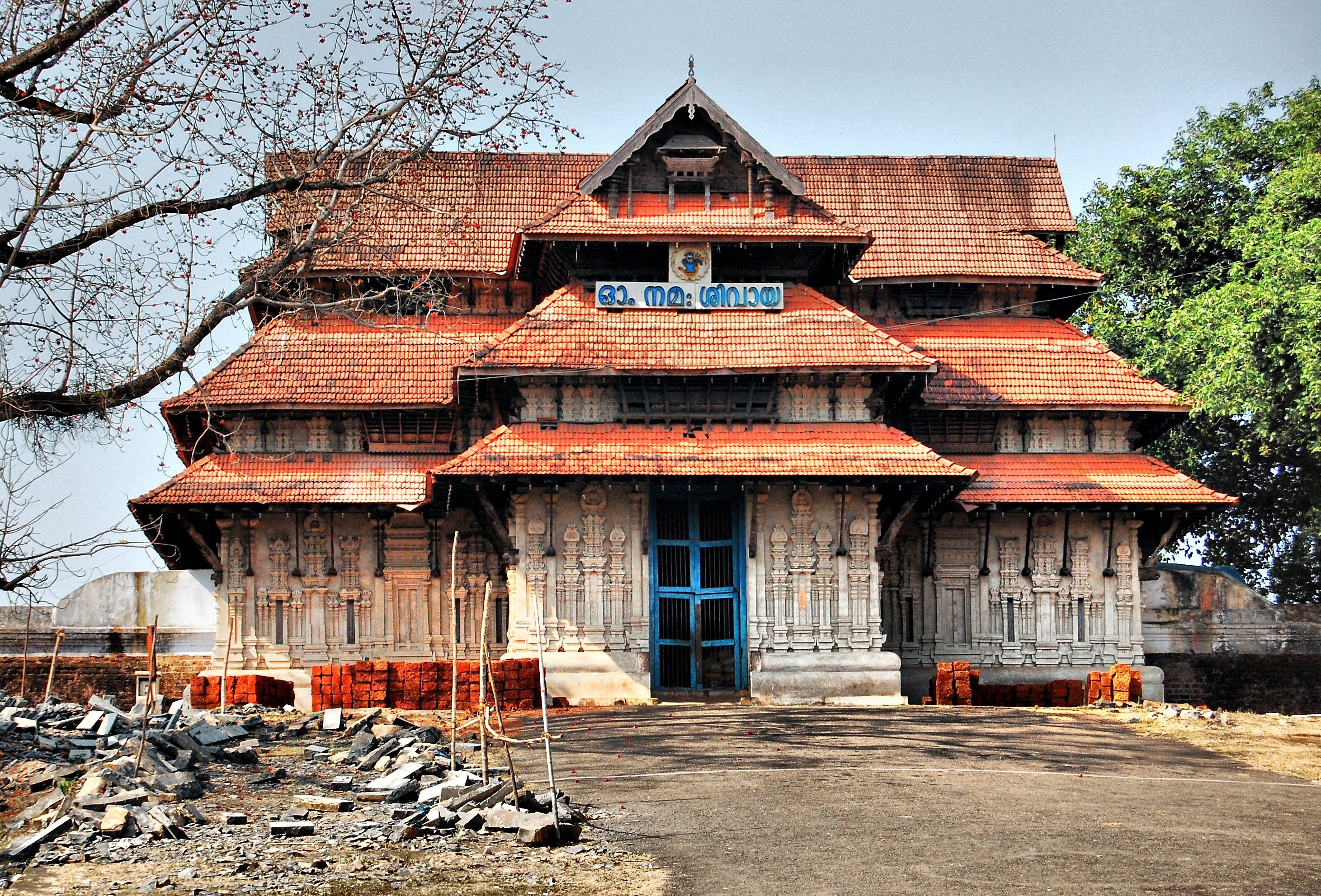
Eingang des Vadakkunathan-Tempels in Thrissur

Hauptsehenswürdigkeit der Stadt Thrissur ist der dem Hindu-Gott Shiva geweihte Vadakkunathan-Tempel, einer der größten und ältesten Hindu-Tempel Keralas. Einmal jährlich findet in Thrissur das prunkvolle Thrissur-Puram-Tempelfest statt, in dessen Mittelpunkt eine Prozession von über 50 festlich geschmückten Tempelelefanten steht. Das Fest zieht alljährlich hunderttausende Besucher an, darunter auch viele westliche Touristen an.
Rund 30 Kilometer westlich von Thrissur im kleinen Ort Cheruthuruthy befindet sich die Kunstakademie Kerala Kalamandalam. Diese 1930 gegründete Einrichtung ist das wichtigste Zentrum für traditionelle keralesische und indischer darstellender Künste wie Kathakali, Kutiyattam oder Bharata Natyam.

## Städte
| Stadt         | Einwohner (2001) |
| ------------- | ---------------- |
| Akathiyoor    | 5.273            |
| Avinissery    | 11.462           |
| Brahmakulam   | 13.026           |
| Chalakudy     | 48.371           |
| Chavakkad     | 38.138           |
| Chevvoor      | 17.373           |
| Guruvayoor    | 21.187           |
| Iringaprom    | 8.535            |
| Irinjalakuda  | 28.873           |
| Kodungallur   | 33.543           |
| Kolazhy       | 8.445            |
| Koratty       | 17.463           |
| Kunnamkulam   | 51.585           |
| Marathakkara  | 17.934           |
| Methala       | 36.317           |
| Nadathara     | 12.593           |
| Nenmenikkara  | 17.406           |
| Palisserry    | 7.950            |
| Paluvai       | 7.206            |
| Pavaratty     | 10.823           |
| Perakam       | 10.356           |
| Pottore       | 8.210            |
| Puranattukara | 9.595            |
| Puthukkad     | 12.500           |
| Thaikkad      | 7.749            |
| Thrissur      | 317.474          |
| Vallachira    | 13.443           |
| Venmanad      | 9.687            |